# Dr. Kuckucks Labrador
Dr. Kuckucks Labrador war von 2012 bis 2019 ein in Basel ansässiges Kollektiv mit Künstlern-Kuratoren, welches regelmässig kunstbezogene Ausstellungen und Events organisierte. Sie sind ausserdem die Begründer der ∑ (sprich: SUMME), die Zusammenkunft der kunstbezogenen Projekträume Basels.

## Geschichte
Das Kollektiv wurde 2012 von Lysann König, Chris Hunter, Yolanda E. Natsch, Raphael Stucky und Silvia Studerus als Verein gegründet. 2015 wurden Sara&Natascha Teil von Dr. Kuckucks Labrador. Die Gruppe, die keinen festen Raum hat, ist selbstverwaltet und nutzte den Kunstraum Kaskadenkondensator im Basler Werkraum Warteck pp, wo sie Kunstanlässe organisierte. 2015 rief die Gruppe zudem die ∑ ins Leben, welche einmal im Jahr ein öffentlicher Ausstellungsevent organisiert und dazwischen eine Vernetzungsplattform für nichtkommerzielle Kunstprojekte der Region Basel bietet.

## Ausstellungen (Auswahl)
- 2019 Vergessen oder so, mit: Alexandra Meyer, Julia Hübner, Guadalupe Ruiz + Bildnisse Unbekannter von unbekannten Künstlerinnen und Künstlern aus dem Depot des Kunstmuseums Olten[8]
- 2019 #datatrap, mit: Nicole Scheller, Kasia Klimpel, Lea Rüegg, Marc Lee, Heath Bunting, WAIWAI, u. v. m.[9]
- 2018 Frozen Education, mit: Dimitra Charamandas, Panos Chasapis, Maria Glyka, Aspasia Krystalla, Dimitris Rentoumis, Tassos Tataroglou, Yota Tsotra, Vassilis Vlastaras, Kathrin Siegrist, Adonis Volanakis sowie mit dem Museum für Ausbildung – Xeniseum – der Universität Kreta mit  Anthony Hourdakis und Kostas Christidis[10]
- 2017 Kunst im Ring, mit: Sybille Hauert & Muda Mathis & Sus Zwick, Nara Pfister & Mirzlekid, Chris Regn, Steven Schoch, DONAU, Ariane Koch & Sarina Scheidegger, Füsun Ipek & Bálint Liptay, Pataphysisches Institut Basel & Jasmin Glaab[11]
- 2016 MAÌS ENTRE LOS DIENTES, mit: Leonardo Bürgi, Rosanna Monteleone, Alessia Conidi, Javier Puertas[12]
- 2015 Sorgenkinder, Monika Dillier, Thomas Heimann, David Buckingham, Sarah Elena Müller, Nicole Boillat, Jürg Stäuble, Chris Regn, Patricia Murawski, Mariejon de Jong-Buijs, Almira Medaric
- 2014 TWILIGHT, mit: Motimaru Dance Company & Theater Roxy
- 2014 ATOPIE
- 2013 KunstMaschinenan, mit: Jan Hostettler, Franziska Baumgartner, Philipp Madörin, Ursula Palla, Niki Passath, Félix Stampfli
- 2012 The Final Exhibition, mit Heath Bunting